# Ветрогенератор Enercon E-126
Enercon E-126 — ветрогенератор производства немецкой компании Enercon. Мощность энергоустановки составляет 7,58 МВт, что в 2012 году является наибольшим значением этого показателя в мире. Первая турбина модели E-126 была запущена в эксплуатацию в 2007 году вблизи Эмдена в Германии.

## Технические параметры
Высота несущей башни (от основания до оси ротора) может изменяться в зависимости от требований, в стандартном варианте составляет 135 м, размах лопастей — 126 м, полная высота установки — 198 м. Первоначальная номинальная мощность 6 МВт была увеличена до современного значения 7,5 МВт в 2009 году после технической ревизии. В зависимости от погодных условий выдаваемая мощность может превосходить номинальную, предполагаемое в Enercon годовое производство электричества ≈18 млн  кВт⋅ч.
Масса фундамента установки должна составлять 2500 т, вес несущей башни — 2800 т, генераторная гондола имеет вес 128 т, вес электрогенератора — 220 т, вес ротора вместе с лопастями — 364 т. Общая масса ветроустановки составляет величину около 6000 т.

## Известные ВЭС и их проекты с этой моделью
Известные в 2012 году примеры использования этого генератора, а также проекты ВЭС с данной моделью, предполагают только наземное использование ветрогенератора.
| Название ВЭС       | Страна     | Мощность, МВт | Год строительства | Количество E-126 |
| ------------------ | ---------- | ------------- | ----------------- | ---------------- |
| Эстинн             | Бельгия    | 83,4          | 2010              | 11               |
| Маркбугден         | Швеция     | 4000          | 2020              | ??? из 1100      |
| Нордостпольдер     | Нидерланды | 461           | ???               | 38               |
| Le Mont des 4 Faux | Франция    | 357           | ???               | 47               |